# Xanadu
Xanadu er en amerikansk film fra 1980 instrueret af Robert Greenwald. Olivia Newton-John spiller med i filmen.
Stednavnet stammer oprindeligt fra Shan-du, der er en by i Mongoliet nævnt af Marco Polo. Herefter optræder det som Xanadu i en bog af Samuel Purchas.
Den væsentligste kilde for inspiration med hensyn til navnet er nok Coleridges digt Kublah Khan.
Et par andre steder det er benyttet, er i Orson Welles' filmklassiker Citizen Kane, i en af Kim Larsens sange, og i Jan Kjærstads bog Forføreren.

## Medvirkende
- Olivia Newton-John som Kira (Terpsichore)
- Gene Kelly som Danny McGuire
  - Matt Lattanzi som ung Danny McGuire
- Michael Beck som Sonny Malone
- James Sloyan som Simpson
- Dimitra Arliss som Helen
- Katie Hanley som Sandra
- Fred McCarren som Richie
- Ren Woods som Jo
- Melvin Jones som Big Al
- Ira Newborn som 1940'er bandleder
- Jo Ann Harris som 1940'er bandsanger
- Wilfrid Hyde-White som himmelst stemme #1 (Zeus)
- Coral Browne som himmelst stemme #2 (Mnemosyne)
- Miranda Garrison, Matt Lattanzi, Adolfo Quinones, Re Styles og Darcel Wynne som Xanadu-karakterer

Muserne
- Sandahl Bergman
- Lynn Latham
- Melinda Phelps
- Cherise Bate
- Juliette Marshall
- Marilyn Tokuda
- Yvette Van Voorhees
- Teri Beckerman

Medlemmer af Tubes
- Rick Anderson
- Michael Cotten
- Prairie Prince
- Bill Spooner
- Roger Steen
- Fee Waybill
- Vince Welnick